# Czy chcesz być moim przyjacielem?
Czy chcesz być moim przyjacielem? (hindi Mujhse Dosti Karoge! / मुझसे दोस्ती करोगे, urdu مجھسے دوستی کروگے, ang. Let's Be Friends!) – bollywoodzki film z 2002 roku w reżyserii Kunala Kohliego, wyprodukowany przez Adityę i Yasha Choprów.
Tematem filmu są przeżycia trójki przyjaciół, którzy pogubili się nie wiedząc już, kto kogo kocha, kto jest dla kogo tylko przyjacielem, kogo nie można już kochać, bo należy do kogo innego. Główne role grają Hrithik Roshan, Rani Mukerji i Kareena Kapoor.

## Piosenki
- Andekhi Anjani
- Jaane Dil Mein
- Saanwali Si Ek Ladki
- Oh My Darling
- Mujhse Dosti Karoge
- Jaane Dil Mein – 2
- Terrific Tina
- The Medley